# Зарево над Драва
„Зарево над Драва“ е български игрален филм (военен, драма, приключенски) от 1974 година за Дравската епопея.  Режисьор е Зако Хеския, сценарият е на Рангел Игнатов и Павел Вежинов, оператор е Крум Крумов. Музиката във филма е композирана от Симеон Пиронков.

## Сюжет
След 9 септември 1944 г. политическият затворник Боян Василев е освободен, но съпругата му не го чака в дома им и той приема, че го е предала... Той е назначен за политически командир в Първа българска армия, която воюва в Югославия и  Унгария. Василев пристига в труден момент – войниците от полка са се разбунтували. Започват тежки  боеве край Драва.

## Актьорски състав
- Георги Георгиев – Гец – майор Боян Василев
- Георги Черкелов – полковник Демирев
- Лидия Вълкова – Вера
- Добринка Станкова – Ана
- Петър Слабаков – Делчо
- Стоян Гъдев – големият
- Сотир Майноловски – Руси
- Стефан Илиев – поручик Ганчовски
- Стефан Данаилов – поручик Божев
- Кристиян Фоков (като Кристиан Фоков) – Дончев
- Димитър Милушев – поручик Тодоров, помощник-командир
- Александър Притуп – майор Филчев
- Андрей Чапразов – министърът
- Богомил Симеонов – полковник Ангелов
- Васил Михайлов – капитан Стрезов
- Георги Стоянов
- Пьотр Глебов
- Владимир Гусев
- Владимир Носик
- Зигфрид Вайс
- Вили Шраде
- Волфрам Хандел
- Улрих Лауфер
- Марин Младенов
- Иван Налбантов
- Николай Узунов – Стамен, редник
- Илия Добрев – Стоил, редник
- Славчо Митев
- Антон Карастоянов
- Найчо Петров
- Аспарух Сариев – ротния фелдфебел
- Георги Русев
- Милка Попантонова
- Вълчо Камарашев – Палавеев
- Никола Тодев
- Джоко Росич
- Хиндо Касимов
- Стефка Берова
- Иван Висоцкий
- Иван Несторов
- Светозар Неделчев
- Любен Бояджиев
- Енчо Опълченски
- Петър Дончев
- Яким Михов
- Димитър Хаджиянев
- Радослав Стоилов
- Юрий Яковлев (като Юри Яковлев)
- Ириней Константинов
- Кръстю Младенов
- Никола Тенев
- Владимир Давчев – редник
- Христо Дерменджиев
- Атанас Найденов
- Петър Гетов
- Кънчо Бошнаков
- Пламен Дончев

## Награди
Фестивал на българския филм, Варна, 1974:
- Голяма награда „Златна роза“
- Награда за мъжка роля на Георги Георгиев-Гец
- Награда за мъжка роля на Георги Черкелов
- Награда за операторска работа
- Награда на Съюза на българските писатели за сценарий